# Just Enough Education to Perform
Just Enough Education to Perform também conhecido pela sigla J.E.E.P., é o terceiro álbum de estúdio da banda de rock galesa Stereophonics. Lançado em 17 de abril de 2001, o álbum liderou a para musical UK Albums Chart e gerou três singles no top dez, "Mr. Writer", "Have a Nice Day" e "Handbags and Gladrags". O futebolista inglês Wayne Rooney é conhecido por ter uma tatuagem com o título do álbum.

## Faixas
Todas as canções escritas por Kelly Jones, exceto "Handbags and Gladrags" por Mike d'Abo, "Mr. Writer" co-escrita por Marshall Bird.
1. "Vegas Two Times" – 4:29
2. "Lying in the Sun" – 4:31
3. "Mr. Writer" – 5:19
4. "Step on My Old Size Nines" – 4:00
5. "Have a Nice Day" – 3:25
6. "Nice to Be Out" – 3:08
7. "Handbags and Gladrags" – 4:37
8. "Watch Them Fly Sundays" – 3:29
9. "Everyday I Think of Money" – 3:24
10. "Maybe" – 4:34
11. "Caravan Holiday" – 3:12
12. "Rooftop" – 6:15

## Créditos
Stereophonics
- Kelly Jones – vocal, guitarra, produção em "Handbags and Gladrags"
- Richard Jones – baixo, harmônica, produção em "Handbags and Gladrags"
- Stuart Cable – bateria, produção em "Handbags and Gladrags"

Músicos de seção
- Marshall Bird – piano, vocal de apoio, piano elétrico Wurlitzer, harmônica, produção
- Aileen McLaughlin – vocal de apoio em "Vegas Two Times"
- Anna Ross – vocal de apoio em "Vegas Two Times"
- Hazel Fernandez – vocal de apoio em "Vegas Two Times"

Pessoal de produção
- Steve Bush – produção
- Laurie Latham – produção em "Handbags and Gladrags"
- Andy Wallace – mixagem